# Rilly-sur-Aisne
Rilly-sur-Aisne è un comune francese di 114 abitanti situato nel dipartimento delle Ardenne nella regione del Grand Est.

## Società

### Evoluzione demografica
Abitanti censiti